# Ifeia spatulata
Ifeia spatulata är en insektsart som beskrevs av Rauno E. Linnavuori och Al-ne'amy 1983. Ifeia spatulata ingår i släktet Ifeia och familjen dvärgstritar. Inga underarter finns listade i Catalogue of Life.